# Csetfalva
Csetfalva (ukránul: Четфалва [Csetfalva], 1995-ig Четово [Csetovo], ruszinul: Четфолва [Csetfolva], szlovákul és csehül: Četovo) egy csaknem teljesen magyar lakosságú falu Ukrajnában, Kárpátalján, a Beregszászi járásban. A Tisza jobb partján terül el, érinti az ukrán–magyar határsávot, a Tiszaújlak–Tiszabecs határátkelőhely öt kilométer távolságra van a településtől.
Először 1341-ben jelent meg írásos dokumentumban de villa Chet (azaz Chet háza) alakban, elsőben a Széchy család birtoka volt. Csetfalva az akkori Bereg vármegye peremén, a Bereg-Szatmár-Ugocsa vármegye hármashatárán fekvett a maga idejében, korábban Ugocsa vármegyéhez is tartozott. A faluban a tizenötödik századnak a végefelé vámhivatalt kezdtek működtetni. A csetfalvai lakosságot továbbá súlytotta az 1566-os tatárjárás, melynek során sokakat az Oszmán Birodalom rabszolgapiacaira hurcoltak el, és az 1657-es lengyel betörés is, ami II. Rákóczi György erdélyi fejedelem lengyelországi politikájának volt köszönhető.
A községnek történelme során rengeteg árvíz okozta szenvedését, míg meg nem kezdődött a Tisza országos szabályozása, melynek indítványozója gróf Széchenyi István. 1847 szeptemberében megtekintette a folyó szabályozásának munkálatait. A Pannonia nevű gőzöse zátonyra futott, ő és kísérete a hajón éjszakázott, mire másnap meglátogatta Csetfalvát szeptember 10-én. Ezen munkálatok csak minimális költségvetéssel és számos kompromisszummal valósult meg a '48-as szabadságharc után, így ezek után is történtek áradások.
Az 1940-es évektől kezdett a település kelet felé bővülni új házakkal, de a Szovjetunióban bontakozott ki igazán jelentősen a fejlődés a népesség növekvéssel együtt, ekkor a falu lakossága a kétszeresére nőtt és egy teljesen új utca is épült.
2008-ban az állandó 754 lakosának 97%-a magyar anyanyelvű. Egy magyar tannyelvű oktatási intézmény üzemel a településen napjainkban és egy óvoda. A faluban három nagy vallási felekezet működik: református, római és görögkatolikus.

## Fekvése
A település Ukrajna nyugati részén, Kárpátalján, a Beregszászi járásban, a magyar-ukrán határ mentén, a Tisza jobb partján a Tiszaháton fekszik, Beregszásztól 15 km, Nagyszőlőstől 17 km és Ungvártól 100 km távolságra. Északra 7 km távolságra található a Borzsa. A falu viszonylag sík vidéken terül el, gazdag termőföldekkel és gyümölcsösökkel, területén gyeptalaj található. Csetfalvát nyugatról a vári erdő határolja.
Szomszédos települések: Tiszakeresztúr (3 km), Tiszaújlak (4 km), Sárosoroszi (5 km), Bene (7 km) és Vári (7 km). A Tisza bal partján immáron a magyar oldalon található Milota (4 km), Tiszabecs (6 km) és Tiszacsécse (6 km).

### Éghajlat
Éghajlata mérsékelten kontinentális. Az átlagos hőmérséklet 10,8 °C. Július az év legmelegebb hónapja, átlag 21,9 °C. Januárban jellemző a legalacsonyabb hőmérséklet, átlag -1,6 °C. Az éves csapadékmennyiség 850 miliméter, a legszárazabb és legcsapadékosabb hónapok között 37 miliméter-különbség van. A legmagasabb relatív páratartalom decemberben fordul elő (80%), másrészt augusztusban a legalacsonyabb (hozzávetőleg 63%).

### Megközelítése, közlekedés
Az Ungvár-Beregszász-Rahó országúttal 1 km hosszúságú bekötőút köti össze, a falu központjától körülbelül 20 km távolságra van az E58-as autópálya. A települést érinti a Bátyú–Királyháza–Taracköz–Aknaszlatina-vasútvonal.

## Élővilága

### Állatok

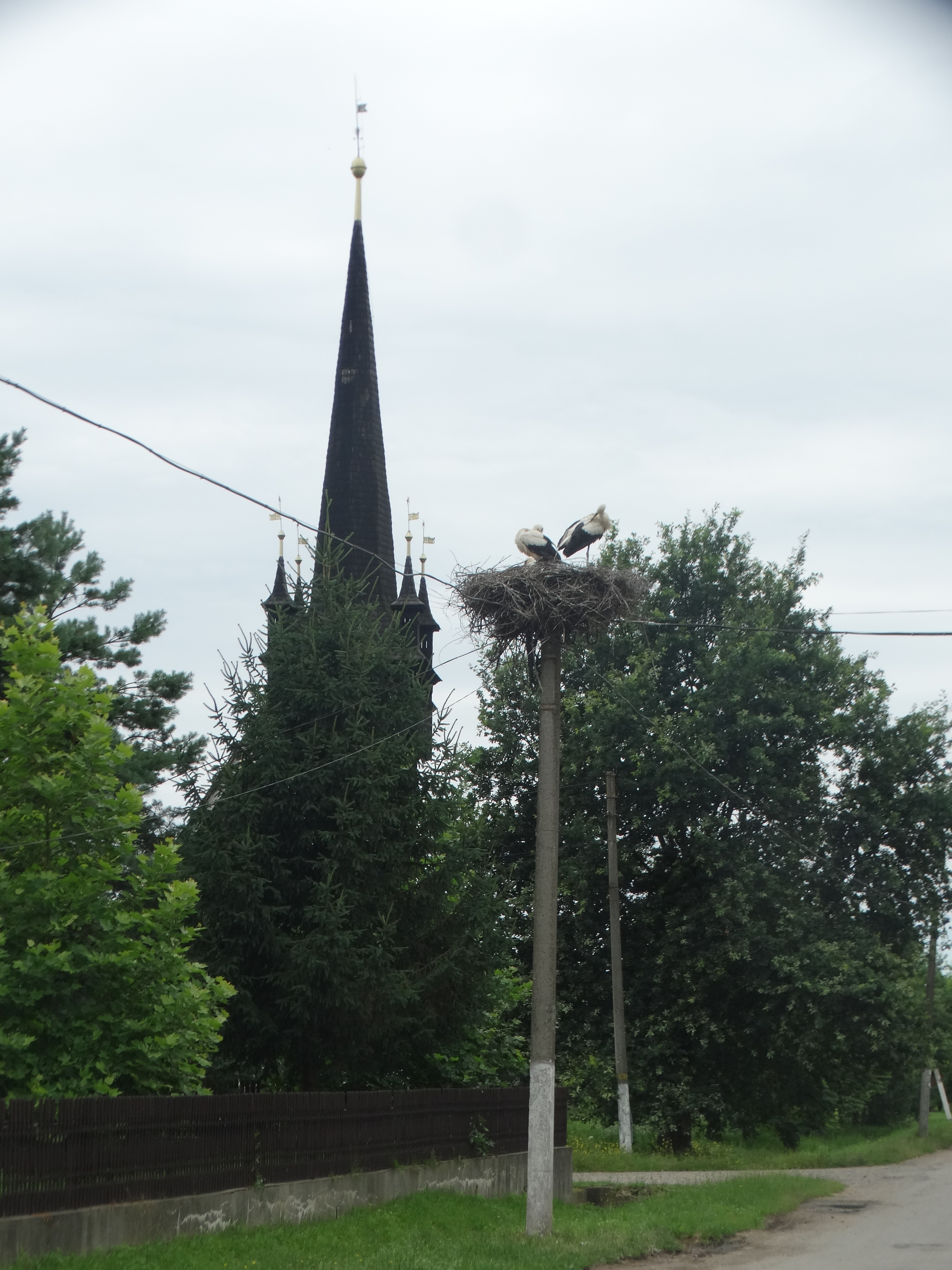
Gólyafészek két golyával benne

A falu környezetében az emlősök közül megtalálható az őz, a vaddisznó, róka, mezei nyúl, sün, mókus, vakond. A madarak közül előfordul a kakukk, bagoly, fácán, fecske, cinegemadár, harkály, gólya, illetve a verébfélék. A településnek egyik villanyoszlopján egy gólyafészek található, évente 5 gólyafiókát költenek ki a gólyák. Hüllők közül jellemző a sikló, kigyó, vipera, teknősbéka, béka. A Tiszában és a mesterségesen fenntartott tavakban előfordul ponty, kárász, sügér és harcsa.

### Felszíni vizek
A Tisza és Borzsa völggyében, a gátakon belüli árteren kisebb morotvatavak találhatóak. Ezek egykoron halastavak voltak, melyeknek nagyrésze mára mocsárrá alakult vagy teljesen kiszáradt.
A Petőfi út két házsora közti gyepes területen egykoron a Tisza egyik mellékága folyt, amely kettéválasztotta a települést. A kis mellékág később holtággá vált, azonban sokáig megmaradt tó formájában. Az 1980-as években elkezdték feltölteni földdel és a tó fokozatosan eltűnt.

## Története

### Nevének eredete
Figyelemre méltó, hogy Csetfalva neve az egyetlen személynév + -falva szerkezetű helységnév a kárpátaljai síkvidéken. A fennmaradt népi hagyományok szerint nevét Árpád fejedelem egyik hű alattvalójától, a település alapítójáról, egy Cset vagy Csete nevű földesúrról kapta. Erről vannak más variációk is, de az a tény, hogy egy Cset nevű birtokosról nevezték el biztos. Mai nevének első említése 1408-ból származik: Chedfalwa.
A' mint a' Borsa vára Krónika írója mondja – Csetfalva község vette nevét Árpád unaköccsének Bélának egy sánta Cseth nevű szolgálójáról, melly helyet hü szolgálatjáért neki adományozott.

### 1418-1523

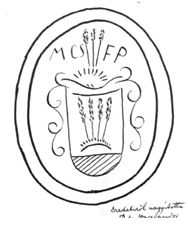
Csetfalva 16. századi pecsétje

Levéltári adatok szerint Csetfalva korábban Ugocsa vármegyéhez tartozott, azonban egy közigazgatási reform következtében Bereg vármegyéhez csatolták. Ennek a földterületnek az első ismert birtokosai a Széchy család tagjai voltak. A földbirtokot 1418-ban maga Zsigmond király királyi adományként odaajándékozta Széchy Pál és Jakab fia György számára. Ugyanebben az évben pereltek Tódorné munkácsi hercegnő Helele nevű tisztje ellen, aki az egyik, Csetfalvára valósi jobbágyukat erőszakkal elhurcolta Mezőváriba.

Azon okból, hogy a település három vármegye határán terült el, alkalmas volt arra a célra, hogy az 1400-as évek végén egy vámhivatalot működtessenek itten, azóta egy darabig vámhely volt a falu. 1488-ban ifj. Azari János megbízott királyi ember által lett beiktatva, Apród Miklós fiai, Tarczai Márton és János Csetfalva, Beregsom, Zápszony, és a Kohán, Gerendes, Tárnok, Zebegnyő, Szelmenc, Mátyus, Tárnok, Tehna, Karád, Kereplye, Szög, Agárd, Bél, Dobra, Dámóc és Dargó egész, valamint Karácsonymező és Szécsi fél részbirtokaiba zálogezimen.

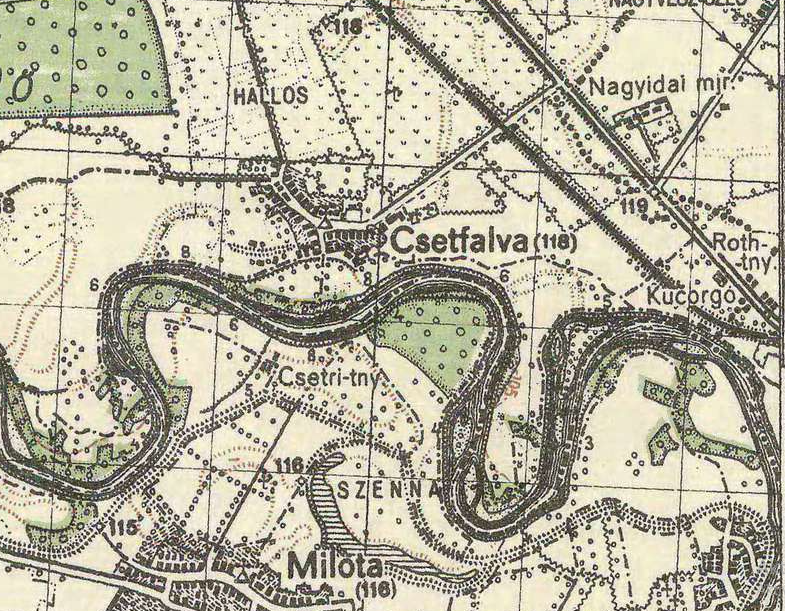
Csetfalva és környéke 1941 körül

1498 folyamán Tarczay Jánost királyi adomány folytán beiktatták Beregsom, Zápszony, Csetfalva és Mátyus helységekbe, a Bégányi Kristóf nevű királyi ember által történt bevezetésnél Brigitának, Széchy Miklós özvegyének, ellentmondva. Továbbá ebben az évben Zápolya János, Magyarország nádora és a kunok bírája Tárczay János kérelmére meghagyta a leleszi káptalannak, hogy Mezővári felöl a határt rendezze, kijelölve királyi emberekül Bégányi Kristófot és Boldizsárt, Homoky Istvánt, Borsóvai Miklóst és Gulácái Ambrust. Azonban mindjárt, a menet kezdetén Dewngeus István mezővári biró, Geréb László erdélyi püspök és Geréb Péter nevében tiltakozott a határvonal ellen. A határjárás meghiúsulta adott azután okot arra, hogy a szilaj természet Tarczay és a szomszéd mezővári birtokos gróf Geréb Péter emberei között viszálykodásra és vérengzésre került a dolog, akik különösen a Zsaró-mocsár nevű Tisza-halványnak halászati joga felett szivódtak. 1503-ban ismét megkisérté Tarczay a határjárást, azonban mikor a bizottság nyugatról a Kőrösfok nevű térre ért, a mezőváriak Csáktornyái Zsigmond pécsi püspök nevében ellentmondtak és Bégányi Kristóf királyi ember és Péter nevű leleszi pap által eszközlésbe vett működést megakadályozták, minek következtében azután 1504-ben Tarczay törvény elé idézte  Csáktornyáit, az emberei által Csetfalván elkövetett hatalmaskodásai miatt, mely ügyet Tárkányi Péter királyi ember intézett el.

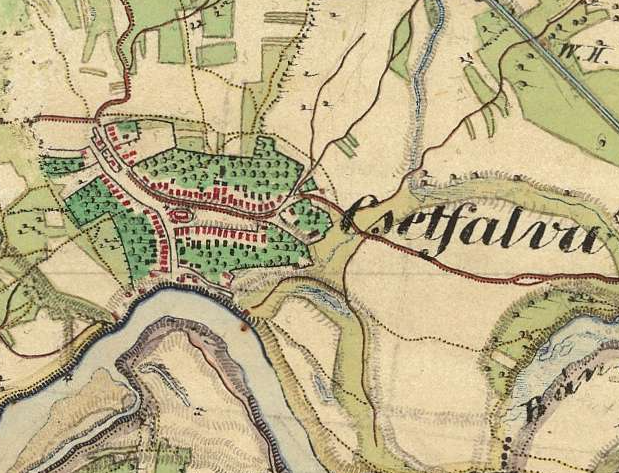
Csetfalva térképe a második katonai felmérés alapján (1869)

1509-ben Sztrithei Zsigmond eltiltatta, Csapi Gergely, Szerdahelyi László, és Bácskai Simon nevében Tarczayt a beregsomi
és ahhoz tartozó zápszonyi és csetfalvai, valamint településeken lévő birtokok Perényi Gábornak vagy bárki másnak való eladásától. 1513-ban beiktatták Lónyay Albertet és feleségét, Nasztát, úgy Kristóf, Péter, Farkas és Marina nevű gyermekeiket a Tarczay János özvegyétől, Sárától örökáron megvett Zápszony, Csetfalva, Beregsom és Mátyus birtokába. Ebben az évben Oroszi István eltiltotta a Lónyayakat attól, hogy az Ugocsa vármegyében fekvő Eperjes határából településeket foglaljanak el, és hogy még a Szécsy Gál által a sárosoroszi határból elfoglalt és Csetfalvához csatolt földeket birtokolják.
1516-ban Szerdahelyi László elzálogította részbirtokait Sztrithei Lászlónak 100 forintért azzal a feltétel alatt, hogyha ő a kitűzött határidőben nem kiváltana, azok nála örökösen megmaradjanak. 1521-ben Sztrithei László végrendelete szerint hagyományozta a cserfalvai, mátyusi, ketergényi és egyéb birtokait a leleszi egyháznak, husz forintot és egy aranyat a darmai barátainak, szálkai ingó vagyonát Agata nevű lányának, minden egyéb birtokát Pál fiának.
1523-ban Burányi Margit, Lónyay Kata, Farkas és Kristóf közösen tiltakoztak Perényi Gábor ellen az itteni és a mátyusi birtokaik elfoglalása miatt. 1524-ben pedig Lónyai Kristóf, Naszta ellen, birtok-elidegenítés vádának okából.

### 1530-tól a reformációig

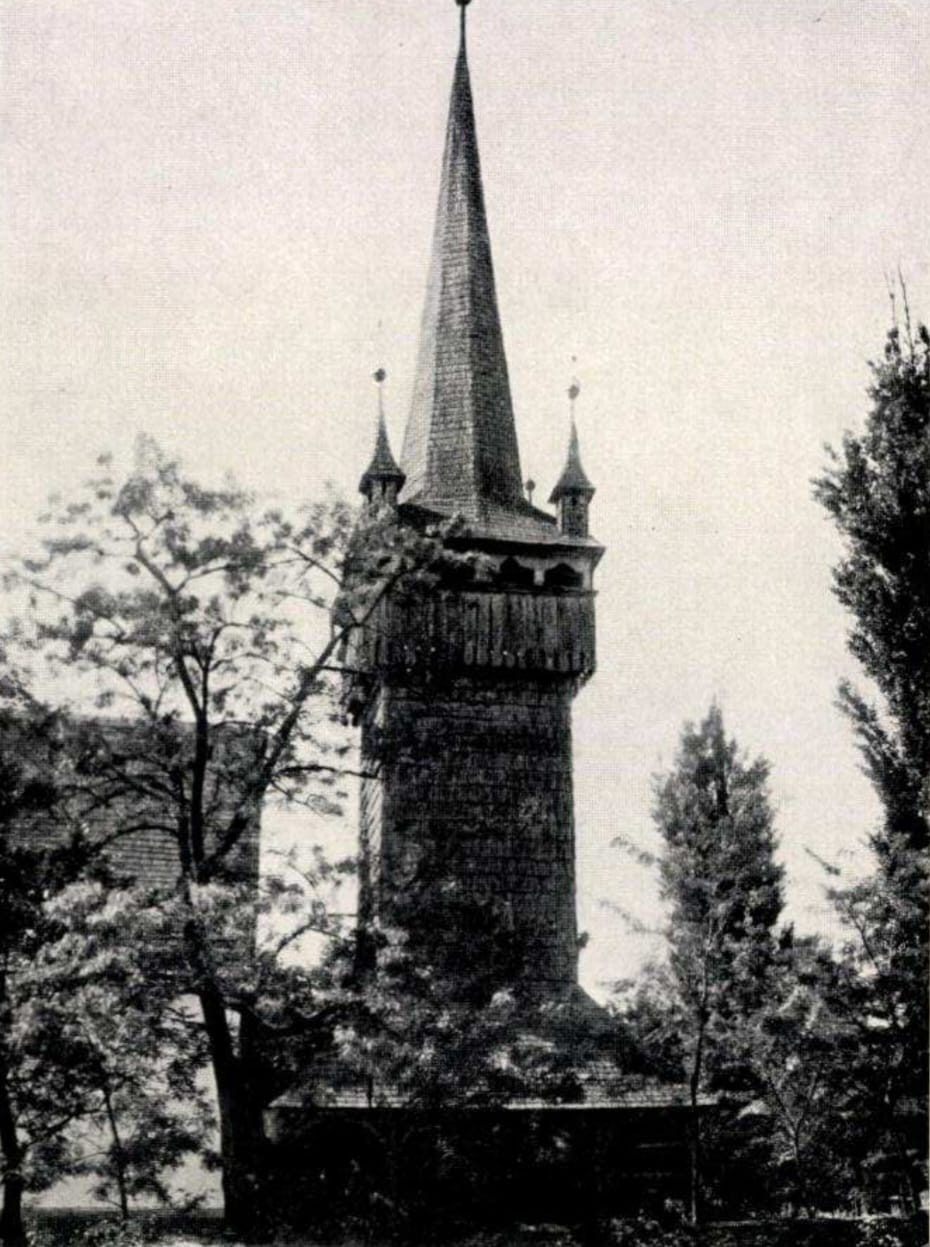
A harangtorony az 1930-as években

1530-ban Lónyay Kristóffal, Vitéz Jánossal és Csapi Péterrel voltak együtt hárman a falu birtokos tulajdonosai. 1533-ban iktari Bethlen Istvánnak és lónyai Lónyay Zsigmondnak adtak itten birtokokat. 
1551-ben Büdy Mihály megvette Csapi Ferenc csetfalvai birtokát 300 forintért. Ezen kívül ebben az éveben az itteni helybeliek, Báthory András, Lónyai Péter és Büdi Mihályné jobbágyai tiltakoztak a kovászói Matbuznay Pál által Bene felöl tett határjárás ellen, amire megjelentek gocsei Kun Miklós királyi ember és Gyöngyösi Ferenc leleszi konvent megbizottja. 1580-ban Büdy Farkas visszavonta azon bevallását, amelyet a leleszi konvent előtt Csapi Ferenc javára itteni birtoka iránt tett. 

Az 1657-es lengyel betörést is megszenvedte a település, ami II. Rákóczi György erdélyi fejedelem lengyelországi politikájának köszönhetően. Rengeteg település elpusztult ekkor a háborúkor. Csetfalvának a lakosai kénytelenek voltak átvészelni az 1566-ban történő tatárjárást is, amely során a tatárok a csetfalvai népességnek nagyobbik részét rabláncra fűzve hurcolták el az Oszmán Birodalom rabszolgapiacaira eladni azokat az embereket rabszolgának. Az 1567-es évi adóösszeírás során a településen tizenegy lakót és tizenkettő pusztatelket írtak össze, még azon a télen, mikor a tatárok embereket raboltak innen. 

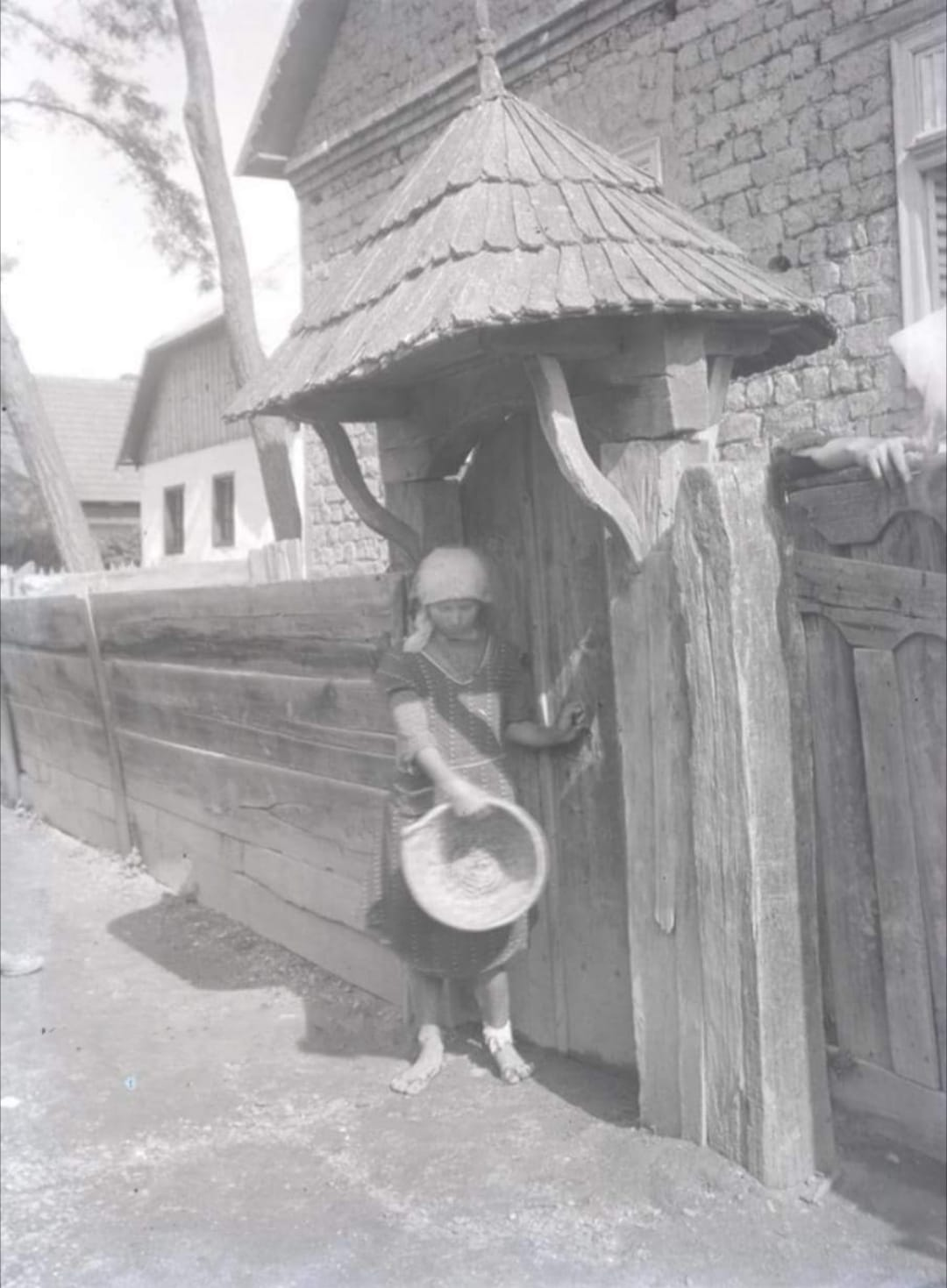
Egy szégyellős lány a kapuban (1927)

1573-ban beregszói Hagymási Kristóf, a huszti várnak várkapitánya egyenesen tiltakozott gyarmati Balassa András, Balassi Bálint költő nagybátyja tevékenysége ellen. Azért mert Ballasa elfoglalta Csetfalva, Beregsom, Zápszony birtokát, emellett a makovicei várat.
1582-ban Lónyay Pétert királyi adomány folytán beiktatták a Lónyay Albert-féle itteni részekbe köztük Csetfalvába is. 1600-ban Rákóczy Zsigmond öt, Lónyay István tízennégy, Mikolay István egy, Réthey Péter, Melith Pál, Báthory István és Anarcsi Péter egy-egy telekkel rendelkeztek itten. Tízenegy évvel ezután, 1611-ben Telegdi Borbálát beiktatták a II. Rudolf császártól nyert adományként az első férjétől ered eszenyi kastély, Eszeny, Ágtelek és Bezdéd, valamint a beregsomi, csetfalvai és zápszonyi részek, valamint Parnó, Bozsnica, Kincses, Sztankóc, s a gálszécsi és albini részek birtokába, a bevezetést Tussay Sándor és Horváth István királyi emberek és Ruttkay Mátyás leleszi áldozár intézte el. Csetfalvára 1633-ban beiktatták Bethlen István és nagylónyai Lónyay Zsigmond személyét birtokosoknak. A birtokosok itten 1641-ben Góde Péter és Zoltán József voltak. Egy évvel később beiktatták Ugron Erzsébetet és férjét, Horváth Istvánt.
1669-ben Lónyay Anna, Kemény János felesége, elzálogosította 1500 forinton Báthori Zsófiának csetfalvai örökségét. Ugyan 1671-ben Jenei Samu, mint Lónyay Anna meghatalmazottja, a nem is olyan régen Újhelyi Jánostól szerzett itteni birtokát és két malomhelyét 700 forintért két évre bérelte ki.

#### Az új protestáns hit
A protestantizmus megjelenésével a lakosság áttért az új hitre. Ezek a protestáns falusiak elfoglalták a régi, 15. században épült római katólikus templomot és a hozzá tartozó parókiát. Okmányok szerint 1645-ben már virágzó református gyülekezet volt a településen. Egy évvel később Vaszil Judit, Nánási Szabó György özvegye 1648-ban ékes áldozati kelyhet készíttetett a templom számára. Az egyházközség anyakönyvét 1767-től vezeti. Beregi István nemesi bíró és Gerét Mihály másodbíró idejében a falu templomát átalakították, és mellett református iskolát nyitottak. Az iskola jótevőinek a Buday családot neveik. Remek példa rá, hogy 1847-ben Buday István alispán római katolikus létére könyvekkel és írószerekkel látta el a szegény református tanulókat.

### Csetfalva a Rákóczi-szabadságharc idején

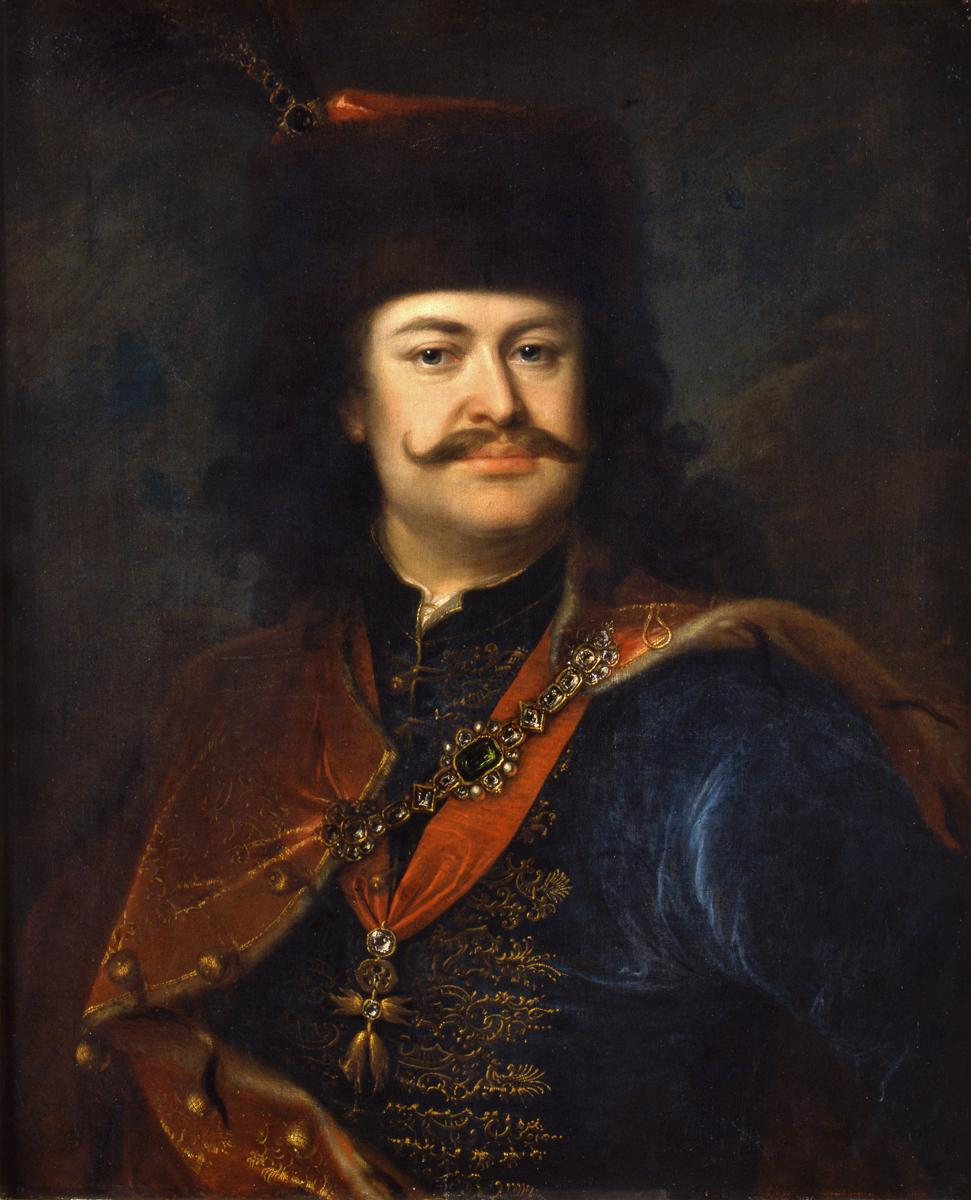
Mányoki Ádám: II. Rákóczi Ferenc portréja (1712)

1703. július 14-én Rákóczi tiszántúli hadjárata során Benéhez ért. Átkelt a Borzsa hídján, és a délutáni órákban Csetfalva és Tiszaújlak határában táborozott le lovasságával, mivel a gyalogosok a mostoha útviszonyok, a sár miatt lemaradtak. Ekkor nem volt semmilyen ellenséges felderítő csapat a környéken. Az egyik ilyen felderítõ csapatnak, amelynek kötelékében 20 magyar és 30 német lovas szolgált, Kende Mihály volt a vezetője. Július 13-án átkeltek a Tiszán, Benén és Nagymuzsalyon keresztül Beregszászig meneteltek. Nem tudva Rákóczi támadó jellegű előrenyomulásáról Mezővárin keresztül akartak visszatérni Tiszabecsre. A fejedelem, észlelve a járőrcsapatot, sikeresen bekerítette azokat. Kendének nem maradt más esélye, csak az elkeseredett harc. A fejedelem lovasai már ekkor elfoglalták a rév hídfõjét, amit tizenöt elsáncolt német gyalogos őrzött. Kendének katonáit Rákóczi társai a Tiszának szorították, kik egy kanyarultban keményen ellenáltak. A folyó túloldaláról heves puskalövésekkel segítettek Kendééknek. Négy órán keresztül ment a küzdelem, melyben Kende katonái háromszor rohamoztak. Az összecsapás láttán Rákóczi szerette volna megkímélni lovasait, és inkább a lemaradozó gyalogsággal akarta megtörni az ellenséget. Erre azonban nem került sor, mivel a lovasok zárt sorú támadása eldöntötte az összecsapás kimenetelét. A ellenség katonái közül nyolcan estek el. Rákóczi vesztesége a kedvezőtlen helyzetük miatt valamivel nagyobb volt. Az áldozatok közé került Kende Mihály is, aki a lovával együtt a Tiszába fúlt.

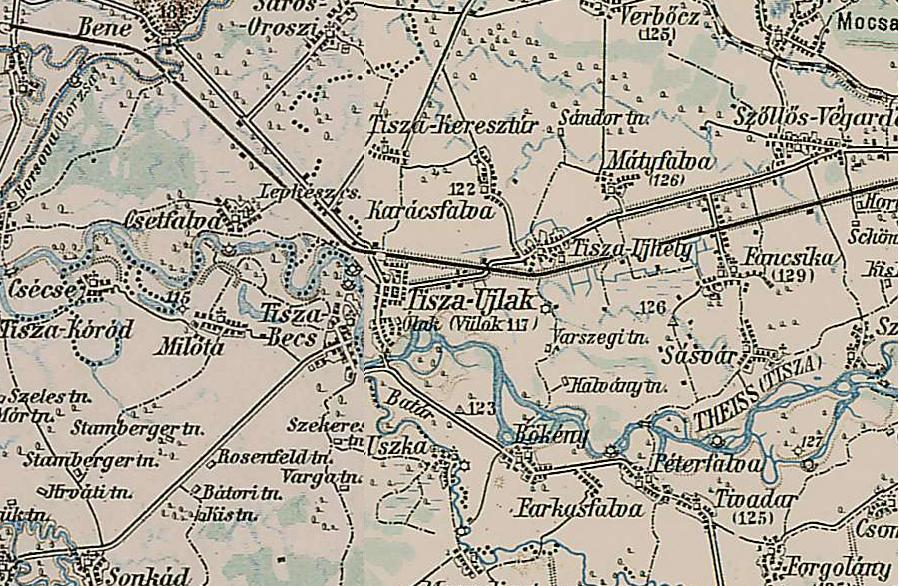
Csetfalva térsége a harmadik katonai felmérés térképén

A Rákóczi-szabadságharc elején megesett, hogy némely vármegyék vezetősége törvénytelenül pénzbeli adókat vetett ki a parasztokra, amik nem voltak rendszeresek, azonban a katonák ellátása mellett nagy terhet jelentettek. Ezért Rákóczi követelte, hogy a katónáknak állt parasztokon azt az adót ne szedjék. A vármegyében kialakult helyzetrõl Újhelyi István többször tájékoztatja a környéken állomásozó katonaság vezetõit. Március 8-i levelében Kölcsei Imrétől kér tanácsot, ugyanakkor felajánlja a szálfák kiszállítását és az élelmezést a csapatoknak. Jelenti, hogy Farkas Zsigmond vice-kapitány már rég a vármegyében tartozkodik, aki Csetfalvára és Mezőváriba szénát hordatott össze. Majos János ezerének Erdélybe indulására hivatkozva továbbra is ellátmányt követelt. Ujhelyi hangsúlyozta: „Sarcoltatják, pusztítják a szegénységet. Kegyelmed ezeket orvosolja, mert mód nélkül való dolgok.”

### 1716-1904
1716-ban a Moldván és Erdélyen át berontó krími tatárok Bereg vármegye településeit is kifosztották, nemcsak tömérdek ingóságot, templomi tárgyat vittek el, hanem a lakosság egy részét elrabolták.
Irényi Júlia, Bassányi János özvegye tiltakozott 1775-ben – testvére, Irényi László és rokona, Romocsaházy Krisztina nevében – a néhai Romocsaházy István és Krucsay Borbála nevű felesége között a csetfalvai, ugornyai, és Szabolcs megyei birtokok iránt kötött kölcsönös végrendelet érvényessége ellen.
Vályi András „Magyar Országnak Leírása” (1796) című művében az alábbiakat írja a településről: "CSETFALVA. Magyar falu Bereg Vármegyében, birtokosai Báró Prényi, Csató, és Buday Uraságok, lakosai reformátusok, fekszik Ugotsa Vármegyének szélénél, a’ Tisza mentében, Váritol fél mértföldnyire, Ujlakhoz pedig tsak 1/4. órányira, a’ hol vagyonnyaikat elszokták adni; határja, ha trágyáztatik nem minden esztendőben, hanem tsak a’ mint földgye kivánnya, szép tiszta búzát ’s mindenféle gabonát elég termékenyen hoz, vagyonnyait eladhattya Újlakon, és Berekszázon, a’ szomszéd szőlö hegyekben pedig kereshet kézi munkával, fája mind tűzre, mind pedig épűletre elég; de mivel legelője szoross, ’s határját a’ víz járja, (mellyen három Kompos malma van) a’ második Osztályba tétettetett."
Fényes Elek a „Magyarország Geographiai Szótára” (1851) című művében a következőket írja Csetfalváról: "Csetfalva, magyar falu, Beregh vgyében, a Tisza jobb partján, ut. p. T.-Ujlakhoz 1/2 mfdnyire: 29 r. kath., 225 ref., 30 zsidó lak. Reform. templom. Határa igen termékeny, de néha az árvizektől szenved; erdeje mind tüzre, mind épületre elég; gyümölcse sok; legelője szűk, malmai vannak F. u. többen."

#### A Tisza szabályozása

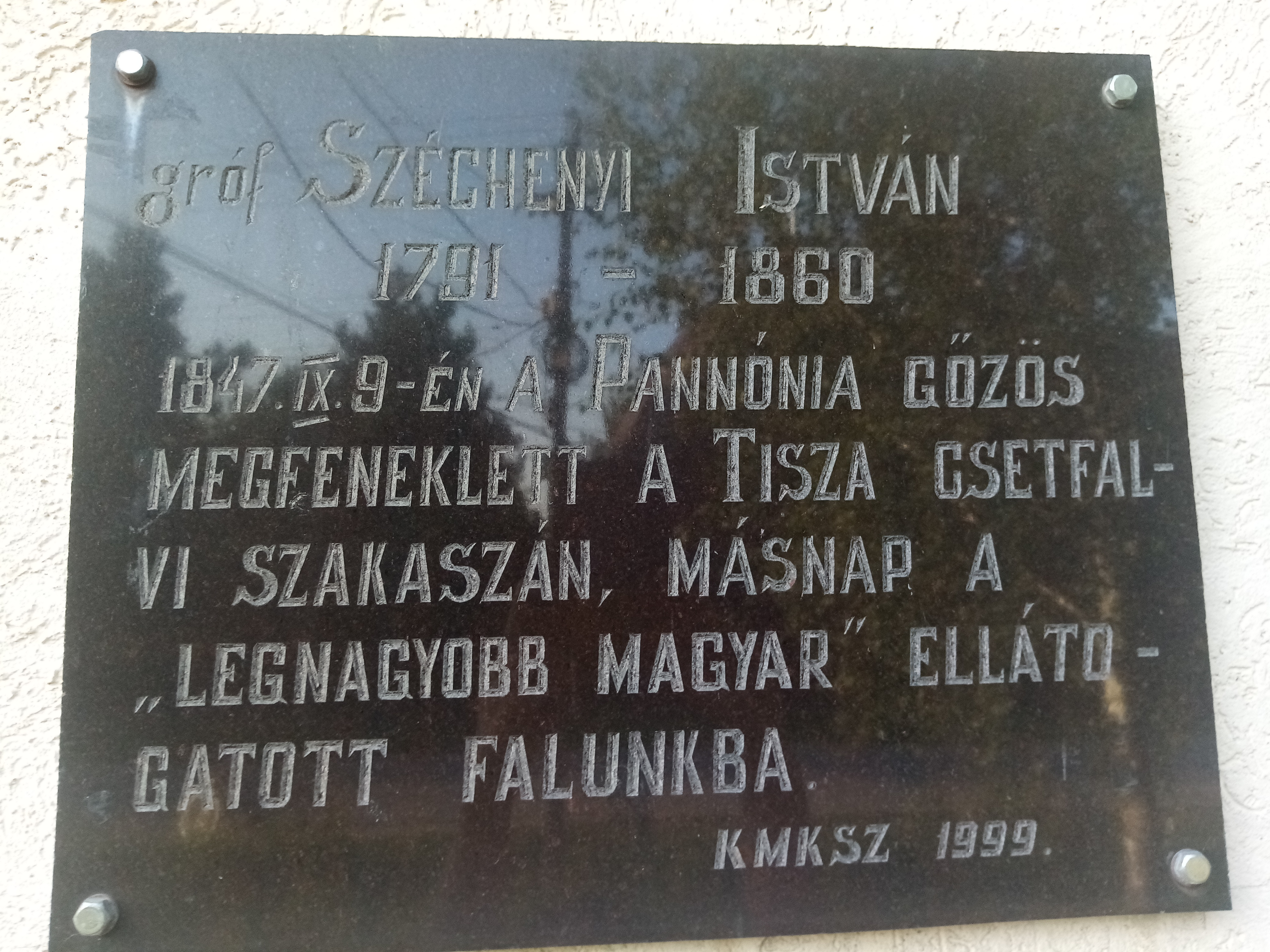
Széchenyi István-emléktábla

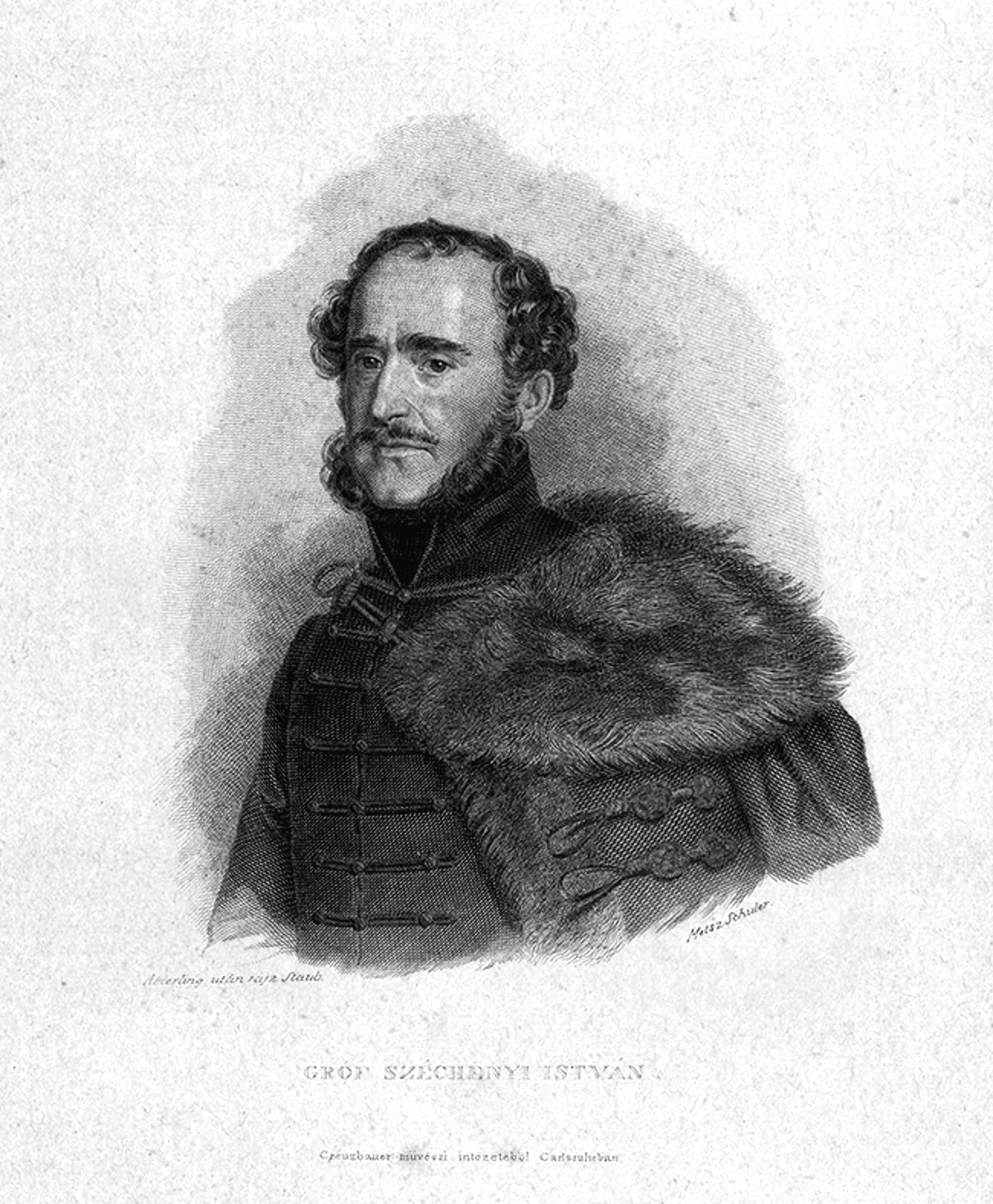
Széchenyi István

A falu mivel a Tisza mentén terül el, így történelme során nagy katasztrófákat tudott hozni az árvíz magával. Ennek fényében rengeteg történelmi építmény, mint például parasztházak, teljesen elpusztult a templom kivételével. Több kisebb, sikertelen próbálkozás után gróf Széchenyi István megszervezte a Tisza szabályozását, ami 1846. augusztus 27-én vette kezdetét. A munkálatoknak lefolyását  1847 őszén jött el megtekinteni a mai Kárpátalja vidékére. Szeptember 9-én a Pannonia nevű gőzös, amivel utaztak, Csetfalva és Tiszaújlak között zátonyrafutott, az éjszakát kénytelen volt Széchenyi és kísérete a hajón tölteni. Másnap a nemes gróf ellátogatott Csetfalvára, majd a másik napon Badalóra. Sajnos a munkálatok az 1848-as szabadságharc után csak jelentősen csökkentett költségvetéssel és számos kompromisszummal valósult meg. Ennek eredménye képp továbbra is voltak árvízi katasztrófák.
1881-ben 89 házat, 473 lelket számoltak össze. Akkoriban a birtokosok a Lónyay, Csató, Pogány, és Abonyi családtagok voltak. Rajtuk kívül Buday Sándor örökösei, akiknek birtokában van a Vigyorgó nevű puszta.
1888-ban elöntötte a települést a tiszai árvíz.
A Belügyminisztérium 1904-ben hagyta jóvá a község címerét a 16. századi ősi pecsétje alapján. A trianoni békeszerződés aláírása előtt Bereg vármegye, Tiszaháti járásához tartozott.

### Csehszlovákia fennhatósága alatt

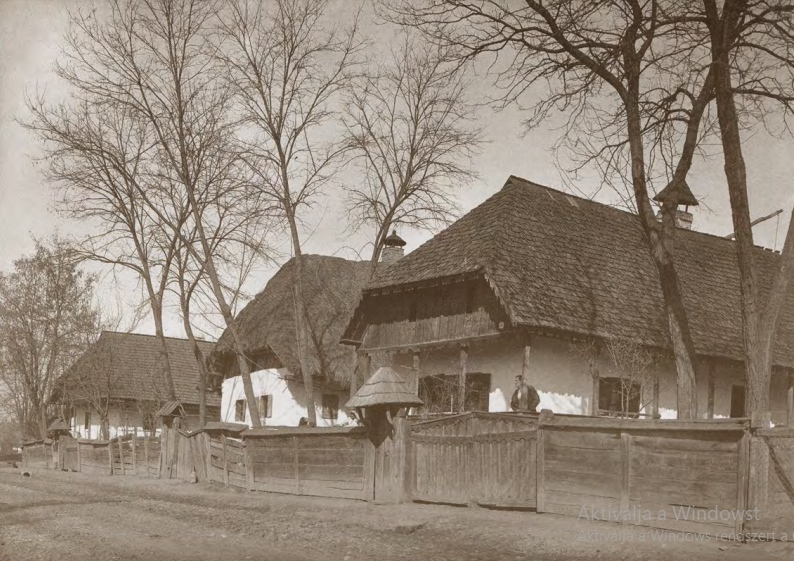
Csetfalvai parasztházak, 1921

A trianoni döntés értelmében az új határ Csetfalva mentén húzódott, és a Csehszlovák fennhatóság alátartozott. A háború után nehezen indult meg a gazdasági élet. Ez az időszak 1918-tól 1924-ig tartott. Ebben az időszakban a falu turisztikai látványosság volt a cseh túristák és fényképészek számára. A faluban ekkor egy két osztályos magyar tannyelvű iskolát működtettek. Az útakat macskakővel rakták ki a hatékony közlekedés céljából Tiszaújlak, Csetfalva és Vári között.
1933. júliusában Csetfalvát elöntötte a tiszai árvíz, a mezőgazdasági termés e miatt elpusztult.

### Újra Magyarország részeként
1938. november 2-án az I. bécsi döntés értelmében Magyarország visszakapta Csehszlovákiától a trianoni határ mentén elterülő magyar többségű országrészt, köztük Csetfalvát is. Ezután az év után intenzíven elkezdett folyni a Tiszaújlaktól megkezdett árvízvédelmi vonal építése. 1942-ben a falusi parasztokat nem kímélte az állam az akkori adókkal, 11 féle adót kellett fizetniük. 1944 nyarán rengeteg épület került a katonaság kezébe.

### A szovjet közigazgatás időszaka
1944. október 24-én a 4. Ukrán Front katonái bevonultak a községbe. A szovjetek október 25-én bevonultak Husztra és Nagyszőlősre, október 26-án Munkácsra, október 27-én foglalták el Csetfalvát, majd október 28-án Beregszászra és Ungvárra is. 1944. november 13-án tartották meg Munkácson a munkácsi, az ungvári, a huszti, a nagyszőlősi, a szolyvai, a técsői és az ilosvai járás kommunista alapszervezeteinek képviselői azt az értekezletet, ahol bizottságot választottak, amelynek elsődleges feladata az volt, hogy megszervezze a Kárpátontúli Ukrajna Kommunista Pártjának alakuló kongresszusát. Aznap, amikor kihirdették a Kárpátalját megszállt 4. ukrán front katonai tanácsa által kiadott 0036. számú szigorúan titkos parancsot a kárpátaljai magyar és német nemzetiségű hadköteles férfiak letartóztatására és elhurcolására.

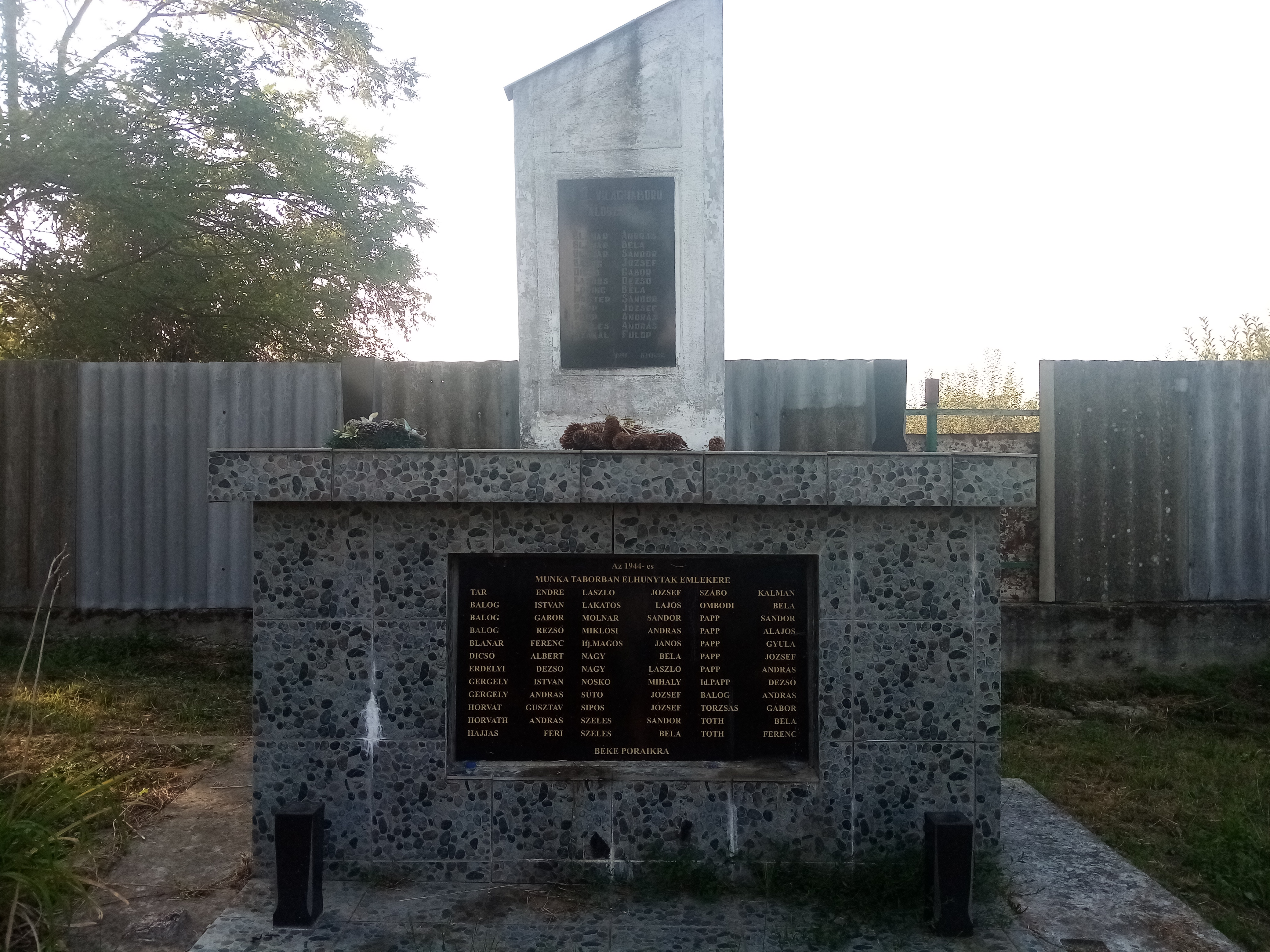
A sztálinizmus emlékműve a csetfalvai temetőben

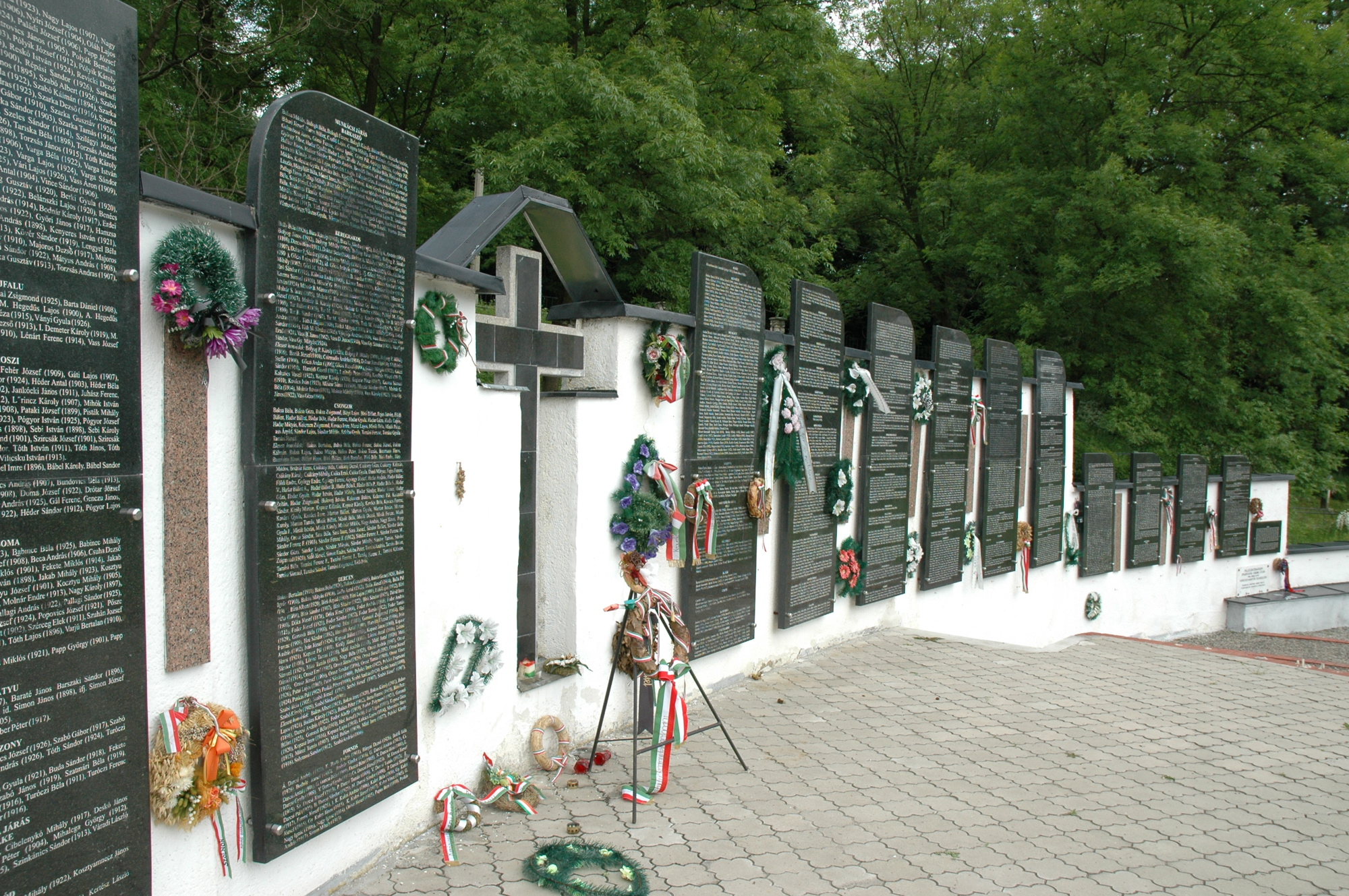
A málenkij robot áldozatainak emlékműve Szolyván

November 14-én, a 0036. számú szigorúan titkos parancs alapján Kárpátalja községeiben megkezdték a hadköteles korú német és magyar férfiak összegyűjtését. Csetfalváról november 18-án 91 férfit hurcoltak el a szolyvai munkatáborba a területen tartózkodó kommunisták. Ebből a 91 férfiből 38-en odavesztek.
1947. december 30-án Csetfalvát elöntötte a tiszai árvíz.
A Szovjetunió fennhatósága alatt bontakozott ki jelentősen fejlődés a faluban és annak gazdaságában, új utcát hoztak létre, a népesség a kétszeresére nőtt, gyümölcsösöket telepítettek.

### Ukrajna részeként
A Szovjetunió széthullásával Csetfalva az 1991. augusztus 24-én függetlenné vált Ukrajna része lett. A község 1992 novemberétől önállóvá vált Benétől. 1995-ben visszanevezték a falut Csetfalvára, mint sok más településhez hasonlóan, melyeket az oroszosítás céljából neveztek át.
1998-ban, majd 2001-ben a település pusztító árvizet élt át. 1998 őszén 138 ház rongálódott meg, 76 házat teljesen újjá kellett építeni. Még hatalmasabb pusztítást vitt véghez a kiömlő Tisza 2001 tavaszán. Ekkor majdnem minden otthont tönkretett a víz. Két és fél évvel az árvíz után a házak mindegyike újjáépült. 2003 őszére elkészült a falu határában húzódó tiszai védmű rekonstrukciója. Az új töltés átlagosan másfél méterrel magasabb a réginél.

## Népesség
| Lakosok száma | 11   | 284  | 473  | 558  | 570  | 549  | 750  | 840  | 755  | 754  |
|               | 1567 | 1851 | 1881 | 1910 | 1941 | 1944 | 1982 | 1989 | 2001 | 2008 |

Az 1930-as csehszlovákiai népszámlálás során a falu népessége elérte az 554 főt, melyből 458 fő (82,7%) magyar, 15 fő (2,7%) ruszin, 13 fő (2,3%) csehszlovák, 12 fő (2,2%) zsidó, a maradék 56 fő (10,1%) egyéb.
A 2001-es ukrajnai népszámlálás során a lakosság elérte a 755 főt, melyből 735 fő (97,4%) magyar, 18 fő (2,4%) ukrán, 2 fő (0,3%) orosz anyanyelvűnek vallottta magát. Egy frissebb 2008-as felmérés alapján 754 főből 731 (97%) magyar.  Vallási megoszlás szerint a lakosság 53%-a református, 7,9% római katolikusok, 9,3% görögkatolikusok, 1,3% Jehova tanui (28,5% nem nyilatkozott).

## Gazdaság
A privatizáció előtt álló földterület a helyi gazdasághoz tartozott, főágazata a gyümölcs- és szőlőtermesztés volt, a mai töltésen túl dohánytermesztettek. A munkaképes lakosság egy része főképp a mezőgazdaságban, a többi Tiszaújlak, sőt Beregszász különféle vállalataiban dolgozik. A falusi turizmussal ugyanúgy foglalkoznak, összesen 18 vendégház üzemel a faluban. A településen egészségügyi központ, kisebb szolgáltató és kereskedelmi egységek is találhatóak.
Ma is jelentős agrártelepülés, a nagymuzsalyi állami gazdaság egyik termelőegysége a településen található, amely 250 hektár területtel rendelkezik. A Beregszászi járás palántákkal való ellátását 80%-ban a csetfalvai közgazdászok teszik ki. Ezen kívül a helybeliek burgonya értékesítésével is foglalkoznak főképp.

## Kultúra

### Oktatás
A faluban egy oktatási intézmény működik: a Csetfalvai Móricz Zsigmond Gimnázium, amelynek intézete 1946-tól üzemel magyar tannyelven. Érettségizői közül néhányan a beregszászi II. Rákóczi Ferenc Kárpátaljai Magyar Főiskolára jelentkeznek, mások különféle kárpátaljai gimnáziumba vagy Magyarországra mennek tovább tanulni.
Csetfalván kezdetekben a 18. század közepén felekezeti iskolát működtettek, a népiskolai oktatás a 19. század elején indult meg.

### Néptánc foglalkoztatás
A településen 2021-től a Móricz Zsigmond Kultúrális Központon hetente egyszer minimum tartanak néptáncoktatást. A koreográfus és tanár: Kovács István. A Napraforgók Tánccsoport megalakulásával rendszeressé vált a szüreti felvonulás, az ünnepekkori táncelőadás a klubban. Emellett gyakori a Bereg Fest-en és a Szól a fülemülén való részvétel.

## Címer

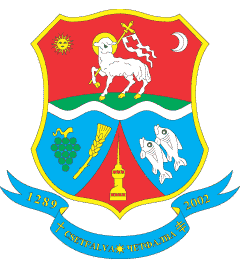
A címer

Csetfalva címere Csetfalvának egyik jelképe, a címert 2002-ben jóváhagyta a Csetfalvai községtanács. A számítógépes grafikát A. B. Hrecsilo készítette. 
A pajzsot egy fehér színű hullámos öv választja kettő részre. Fenn a zöld talajon, vörös színű háttérben egy arany patás ezüst bárány áll, amelynek birtokában egy fehér zászló van vörös kereszt jelképével, baloldalt egy nap és jobboldalt egy félhold látható. Alul baloldalt a kék színű háttérben egy szőlőfürt, mellette egy arany kalász van, továbbá jobboldalt két ezüst hal található. Közepen vörös színű háttérben arany színben a falu harangtornya áll. Az azúrkék mottószalagon a község alapításának dátuma, a címer jóváhagyásának dátuma, valamint a település neve magyar és ukrán nyelven figyelhető meg.

## Emlékhelyek, nevezetességek
Csetfalva községében megemlékeznek a nagy emberekről, kiknek élete valamilyen szinten a faluhoz kötődik, emléktábla formájában. Ilyen például Horváth Gyula, tanár és költő, aki itt született. Széchenyi István, a legnagyobb magyar emlékezetére a falu felcserháza falán lévő emléktábla mellett, még egy faszoborral is tiszeteletet adnak emlékezetére. A református templom falán Móricz Zsigmond emléktáblája van, azonban a költőről még a gimnáziumot és kultúrális központot is elnevezték.
A református templom háta mögött 1999-ben egy tölgyfát ültettek az aradi vértanúk kivégzésének százötvenedik évfordulója emlékére. 2007-től emléktábla hírdeti a fa ültetésének eseményét írásban.

### A sztálinizmus és a II. világháború hallottainak emlékműve
Csetfalva temetőjében 1989-ban sírkövet állítottak a sztálinizmus („málenkij robot”) azon áldozatainak, akiknek egyetlen bűnük magyarságuk volt. A sírkőt a második világháborúban elhunytak névsorával rendelkező emlékoszlopával egészítették ki 1996-ban. Ezek a történelmi események igencsak megtizedelték a község férfilakosságát. A fronton 12-en estek el, a munkatáborokban 91 elhurcolt férfiből 38-an vesztek oda.

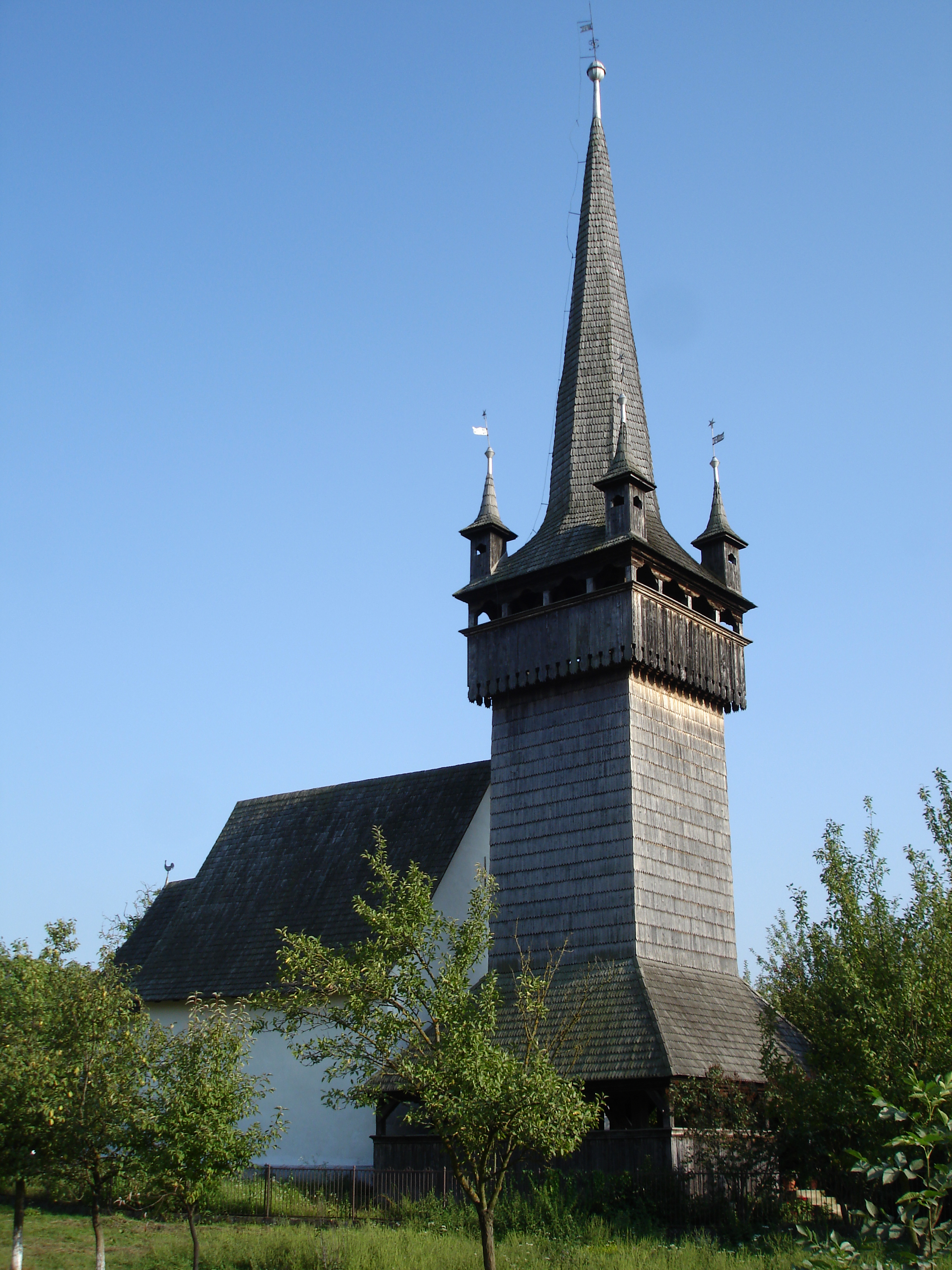
Református templom és harangtornya

### Református templom és a faharangláb
1645-ben tesz szót a helyi krónika egy erős református közösségről, amelynek egy gótikus, 14. századi temploma volt, ami korábban katolikus híveké volt. A templom kőből épült, külső és belső falai vakolt, meszelt. A hajót magas nyeregtető fedi, az ötoldalas szentély jóval kisebb és keskenyebb, a hajótól csúcsíves ív választja el, a délnyugati sarkot támpillér erősíti. A templomhajó mennyezetét 1753-ban, a szentélyét 1773-ban Asztalos Lándor Ferenc festette. 1796-ban a református templom bejárata elé építették fel a zsindelyes, négy fiatornyos  haranglábat, mely Kakuk Imre jándi fatoronyépítő mester munkája. Nincs alapja, az alatta lévő sziklák tartják meg és 30 méter magas.

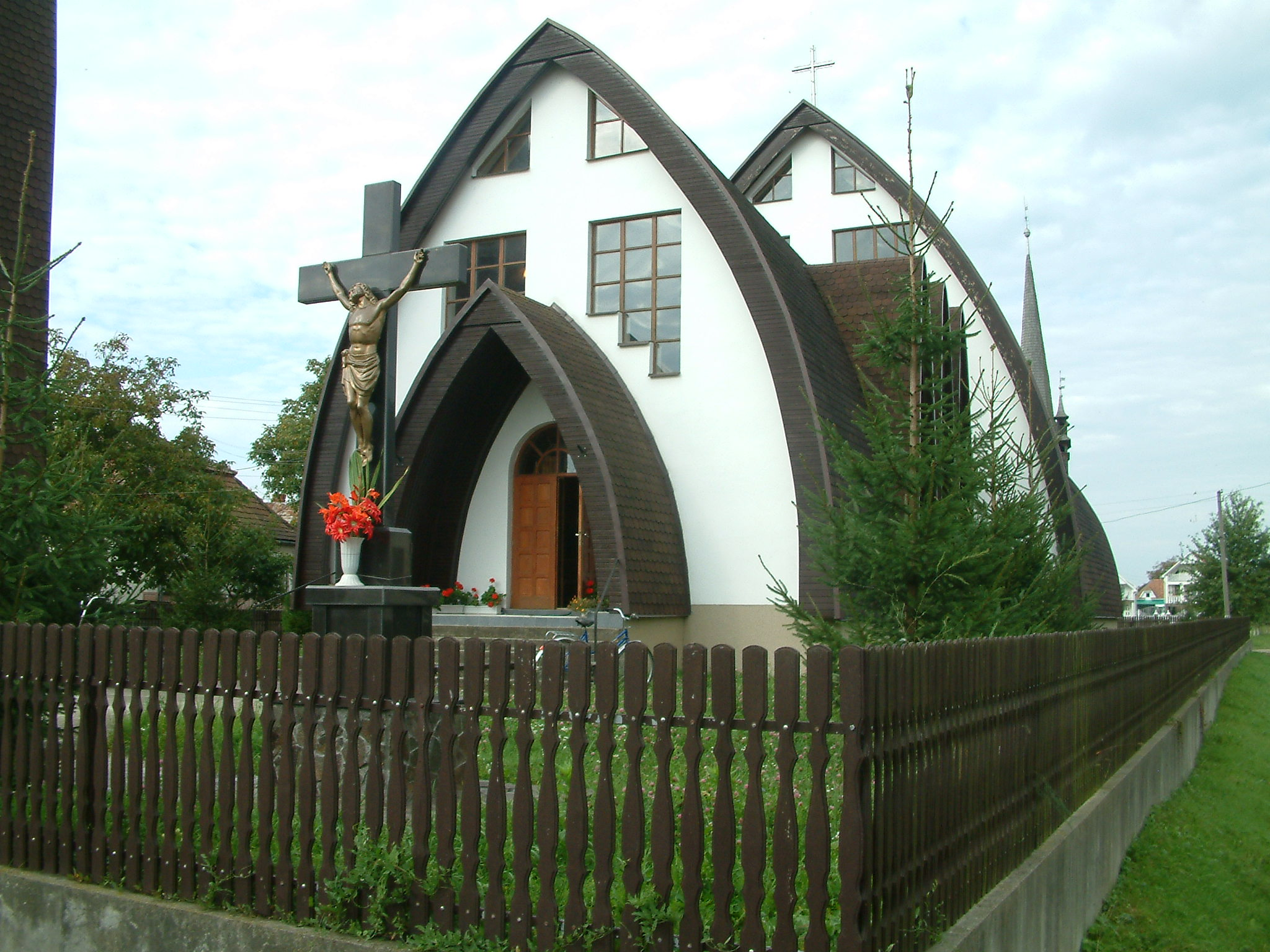
Katólikus templom

### Szentlélek templom
Az organikus építészet jegyeit viseli magán a templom, melyet egyszerre használ a falu római katolikus és görögkatolikus közössége. A kultikus épület nemcsak eredeti geometriájával tűnik ki, hanem nagyon jól illeszkedik a tájba, sikeres kompozíciót alkotva a régi református templommal. A templomot 2001-ben szentelték fel. A templom belső faragásait Matl Péter munkácsi szobrászművész készítette. A nyárfából készült oltárbelső 7,5 méter magas. 2009-ben a templom kertbe Szűz Mária-szobrot állítottak.

## Híres emberek
Itt született

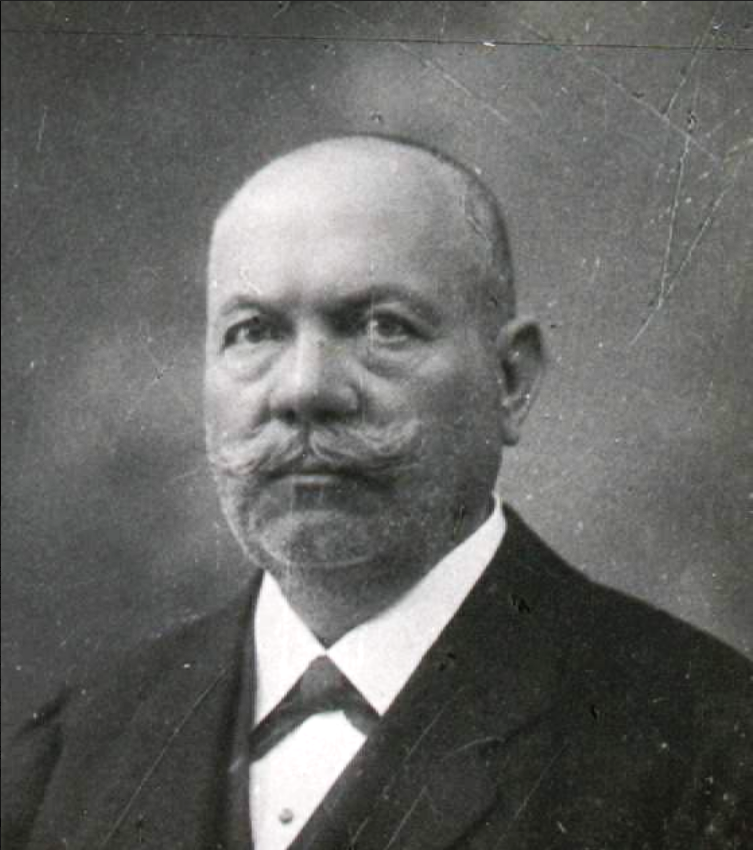
Szaplonczay Manó

- Buday István (1796-?) honvédőrnagy[53]
- Szaplonczay Manó dr. (1856-1916) magyar orvos[54][55]
- Pallagi Erzsébet (1859-1924) Móricz Zsigmond édesanyja[56]
- Sütheő Ödön (1899) gyógyszerész[57]
- Horváth Gyula (1948-2005) tanár, költő[58]
- Erdélyi Gábor (1948) újságíró, író[59]

Munkájuk Csetfalvához kötötte
- Pallagi József református lelkész, Móricz Zsigmond anyai nagyapja
- Móricz Zsigmond, népköltészeti gyűjtőútja

## Testvértelepülései
- Dunavarsány, Magyarország, 2008 óta[60]
- Leányfalu, Magyarország